# Chançay
Chançay ist eine französische Gemeinde mit 1.123 Einwohnern (Stand: 1. Januar 2022) im Département Indre-et-Loire in der Region Centre-Val de Loire; sie gehört zum Arrondissement Tours und zum Kanton Vouvray. Die Einwohner werden Chancéens genannt.

## Geographie
Chançay liegt etwa fünfzehn Kilometer ostnordöstlich von Tours in der Landschaft Touraine am Fluss Brenne. Umgeben wird Chançay von den Nachbargemeinden Reugny im Norden, Nazelles-Négron im Osten und Südosten, Noizay im Süden sowie Vernou-sur-Brenne im Westen.

## Bevölkerungsentwicklung
| Jahr                       | 1962 | 1968 | 1975 | 1982 | 1990 | 1999 | 2006 | 2017 |
| Einwohner                  | 615  | 579  | 603  | 814  | 894  | 947  | 1000 | 1137 |
| Quellen: Cassini und INSEE |      |      |      |      |      |      |      |      |

## Sehenswürdigkeiten
- Kirche Saint-Pierre
- Schloss Valmer aus dem 16. Jahrhundert, seit 1930 Monument historique
- Herrenhaus Monfort aus dem 16. Jahrhundert, seit 1947 Monument historique

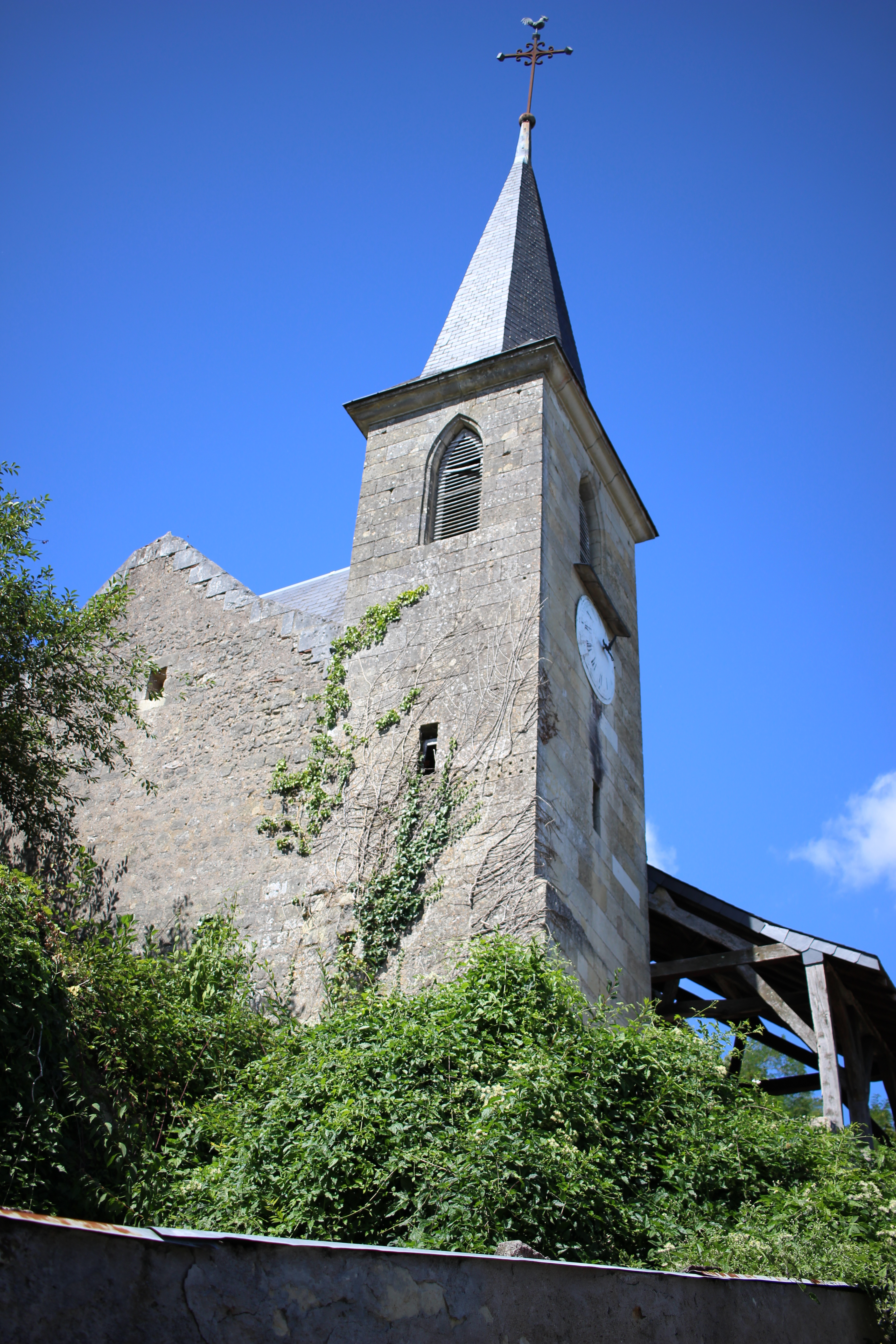
Kirche Saint-Pierre
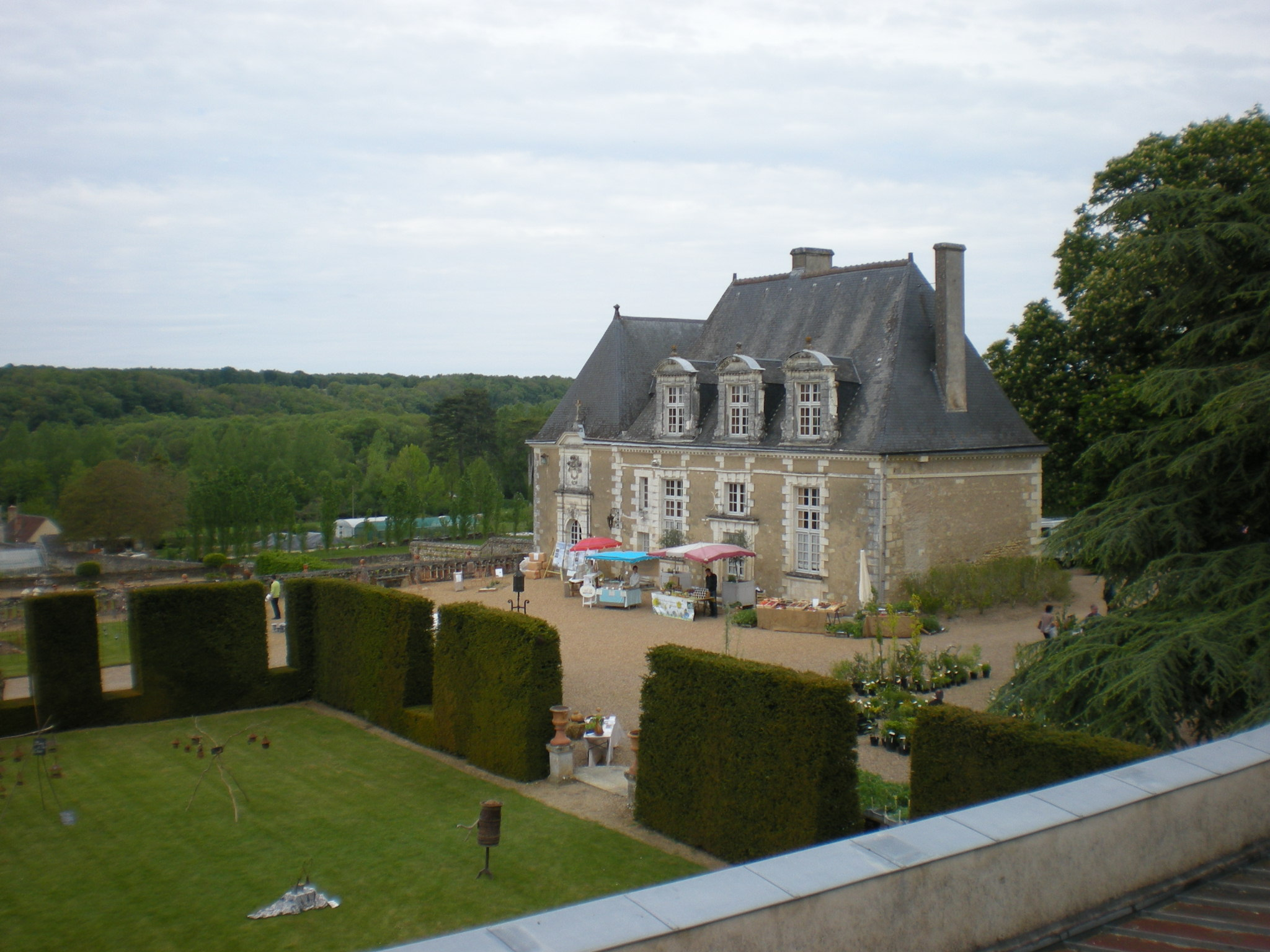
Schloss Valmer